# Octodontoteri
Els octodontoteris (Octodontotherium) són un gènere extint de mamífers pilosos de la família dels milodòntids que visqueren a Sud-amèrica durant l'Oligocè superior, fa entre 23 i 28,4 milions d'anys. Se n'han trobat fòssils a l'Argentina i Bolívia. Es calcula que devien pesar una tona. Tenien les dents postcanines bilobulades. Cada rengle de dents feia uns 15 cm. El nom genèric Octodontotherium significa ‘bèstia de dents [amb forma] de vuit’ i es refereix a la morfologia de l'última dent molar inferior.